# Peberkage
Peberkager er en småkage, der i dag er bedst kendt som julens brunkager, honningkager og pebernødder. De er blandt dem af nutidens danske madvarer, som kan spores længst tilbage i tiden. Peberkagerne kan i hvert fald dateres til slutningen af 1400-tallet. Historisk set har ingredienserne også været de samme – forskellen mellem kagerne består først og fremmest i udformningen.
At pebre betød tidligere ikke kun at komme peber i maden, men at krydre i det hele taget (og give en skarp smag). Derfor er det gamle navn peberkager ikke kun forbeholdt kager med peber i; det er en generel betegnelse for store og små, kantede, runde og figurformede kager, bagt af en dej af hvede- eller rugmel, sødet med honning eller sirup, og tilsat krydderier som ingefær, kanel, nelliker og kardemomme.
Det var faktisk yderst sjældent, at peber indgik som ingrediens.
"Det er kun pebernødder", siger vi, når det drejer sig om småpenge, og når noget er dyrt, taler vi om "en pebret pris". Peber var dyrt i middelalderen. Krydderierne havde ud over at give smag til kagerne den fordel, at de forlængede madens holdbarhed, og dermed kunne kagerne i knust tilstand fungere som krydderiblanding i andre retter.

## Pebernødder
Mens peberkager var noget, man bagte hele året, har pebernødderne udelukkende været forbundet med julen. Det er usikkert, hvornår begrebet begyndte at vinde indpas i det danske sprog, men det skete formentlig i begyndelsen af 1700-tallet. På den tid var den danske kultur under stærk indflydelse af tysk, og pebernøddernes navn stammer da også fra det nedertyske Pfeffernüssen.
At de blev sammenlignet med nødder skyldtes selvfølgelig, at de med deres farve og størrelse lignede dem en hel del, men også at man dengang bagte dem uden hævemiddel; det gjorde dem særdeles hårde. De blev som regel bagt efter brødene i den store bageovns eftervarme.
Foruden at være lækre at spise, bruges pebernødder som valuta i mange julelege. Pebernødder passer også i kræmmerhusene på juletræet: "Først skal træet vises, siden skal det spises", som det hedder i den gamle julesang "Højt fra træets grønne top".

## Brunkager
Betegnelsen brunkager er af langt nyere dato. Det er formentlig tidligst fra midten af 1800-tallet, at brunkager så småt begynder at vinde indpas i det danske sprog – i takt med udbredelsen af jernkomfuret, der gjorde det lettere at regulere varmen og dermed sikre, at kagerne ikke blev for mørke og hårde til at spise. Det er også i denne periode, at bagningen af brunkager blev en fast tradition i juletiden.

## Honningkager
Honningkager var en særlig delikatesse i 1800-tallet og hang primært sammen med f.eks. markeder og højtiderne. Dermed hørte de også til julen. I midten af 1800-tallet begyndte man at sætte glansbilleder med julemotiver på honningkager.